# معمودية سانت لويس
 تعد معمودية سانت لويس أحد أعمال الفن الإسلامي، وهي مصنوعة من النحاس المطروق ومطعمة بالفضة والذهب والنيلو. أنتجت في المنطقة السورية المصرية، في عهد الدولة المملوكية، على يد النحاس محمد بن الزين. هذه القطعة موجودة الآن في قسم الفنون الإسلامية في متحف اللوفر تحت رقم الجرد LP 16. على الرغم من اسمها الشائع، إلا أنها لا علاقة لها بملك فرنسا لويس التاسع، المعروف باسم سانت لويس (1226-1270). وقد استخدمت كجرن معمودية لملوك فرنسا المستقبليين، مما جعلها قطعة تاريخية إسلامية وفرنسية مهمة.
أصول الحوض والغرض الأصلي منه غير معروفة تمامًا، حيث أن التسجيل الأول للقطعة كان في جرد الكنيسة الفرنسية. من المحتمل أنه تم استخدامه كوعاء غسيل طقوسي في البلاط المملوكي.
تحتوي المعمودية على زخارف مرئية معقدة من الداخل والخارج، تصور عددًا من المجموعات المختلفة من الناس، ومجموعة واسعة من الحيوانات والأسماك والنباتات والنقوش العربية. تم تصنيع الحوض من خلال عملية النقش والطرق باستخدام معادن ثمينة وعالية الجودة. نظرًا لتاريخ الحوض الغامض، فإن معنى الأيقونية والتاريخ والمكان الدقيقين لإنشائها ورعايتها لا يزال محل نقاش من قبل العلماء.

## التاريخ
ولا تزال شروط تشغيل القطعة وإنتاجها غير معروفة، وكذلك تاريخ وسياق وصولها إلى فرنسا. لا يظهر في قائمة البضائع التي بناها شارل الخامس قبل عام 1380، لكنه مذكور حوالي عام 1440 في قائمة جرد غير منشورة لكنز سانت شابيل دي فينسين. وفي 14 سبتمبر 1606، استخدمت المعمودية للملك المستقبلي لويس الثالث عشر.
يمكن إرجاع المعمودية عدة مرات إلى القرن الثامن عشر: أولاً في جرد خزانة سانت شابيل دي فينسين عام 1739 وفي مقال "فينسين" في وصف باريس بقلم جان أيمار بيجانيول من لا فورس، في عام 1742، حيث أوضح أن المعمودية كانت موجودة لبعض الوقت في بناء أطفال فرنسا وخدمت في معمودية دوفين الذي تولى فيما بعد الحكم باسم لويس الثالث عشر. ثم يواصل بعد ذلك وصف الشخصيات الفارسية أو الصينية في جميع أنحاء الحوض بالإضافة إلى مجموعة متنوعة من الحيوانات الممثلة في جميع أنحاء الإفريز الداخلي.

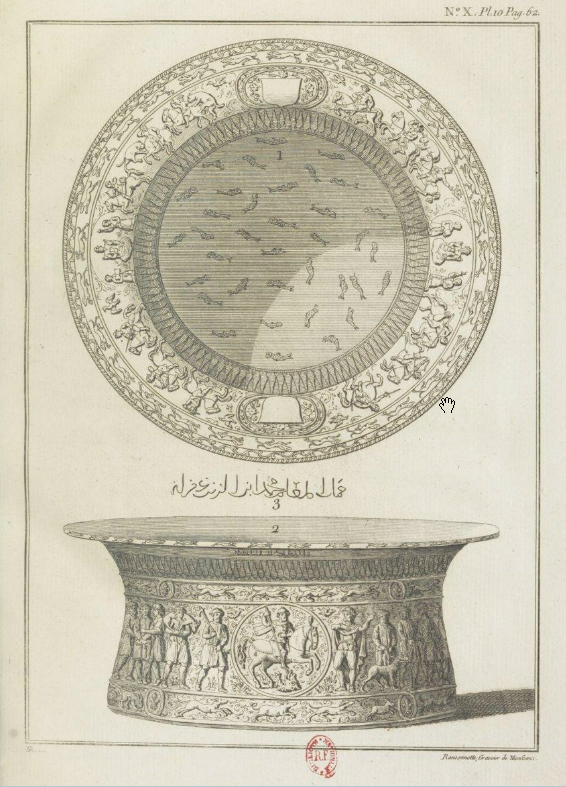
منظر عام لمعمودية سانت لويس، نقش منشور في الآثار الوطنية لأوبين لويس ميلين، 1791

في عام 1791، يبدو أن أوبين لويس ميلين، في الآثار الوطنية، هو أول من ربط بين المعمودية وسانت لويس
يتعرف المؤلف نفسه على العديد من الشخصيات الغربية؛ ويرى أن الفرسان الأربعة الموجودين في الميداليات بالخارج تشير إلى سنوات الصراع بين السلاطين والفرنجة. ويطرح ميلين أيضًا إمكانية الوصول المبكر إلى فرنسا، المرتبط بسفارة هارون الرشيد لدى شارلمان في بداية القرن العاشر. يعرض العمل أيضًا نقوشًا غير دقيقة إلى حد ما، ولكنها توضح أن القطعة لم تخضع لتعديلات كبيرة منذ ذلك الوقت، باستثناء إضافة لوحتين إلى شعارات فرنسا في عام 1821، وهو التاريخ الذي نقلت فيه القطعة لتستخدم لتعميد دوق بوردو.